# Kosmatka
Kosmatka (lat. Eragrostis) je veliki biljni rod jednogodišnjeg raslinja i trajnica iz porodice trava.
Rodu pripada preko 400 vrsta, od kojih u Hrvatskoj rastu mnogocvjetna kosmatka (E. cilianensis), mala kosmatka (E. minor) i dlakava ili vlasata kosmatka (E. pilosa)

## Ime
Latinsko ime roda Eragrostis potječe od grčkih riječi ἔρως (eros), što znači "ljubav", i ἄγρωστις (agrostis), što znači "trava", i općenito poznat kao “ljubavna trava”.

## Opis
Eragrostis je veliki i široko rasprostranjen rod biljaka iz porodice trava, koji se nalazi u mnogim zemljama na svim naseljenim kontinentima i na mnogim otocima. Eragrostis je općenito poznat kao “ljubavna trava” ili “trava trska”. “ljubavna trava” se obično koristi kao hrana za stoku Čini se da sjemenke imaju visoku nutritivnu vrijednost za neke životinje, ali su također vrlo male i njihovo skupljanje za ljudsku prehranu je komplicirano i stoga rijetko. Značajna iznimka je tef (E. tef), koji se koristi za izradu tradicionalnih kruhova na Rogu Afrike, kao što su etiopski injera i somalski laxoox. Usjev je od komercijalnog značaja. E. clelandii i E. tremula zabilježene su kao hrana za glad u Čadu. Druge vrste, poput E. amabilis, koriste se kao ukrasne biljke. E. cynosuroides koristi se u p-j obredima hinduističkog hrama Karighatta. “Bahianska ljubavna trava” (E. bahiensis) poznata je kao hiperakumulator cezija-137 i može se uzgajati za uklanjanje vrlo toksičnih radioaktivnih atoma iz okoliša. E. curvula intenzivno se sadio kako bi se spriječila erozija tla. Raspršivanje sjemena često obavljaju životinje koje prolaze; kukice zrna zakače se za krzno ili kosu ili za odjeću. Drugi su raspršeni vjetrom ili gravitacijom. Nekoliko biljojeda hrani se “ljubavnom travom”, uključujući beskralježnjake kao što su gusjenice Poanes zabulon i kralješnjake. Poznato je da izumrli plavčevi (Hippotragus leucophaeus) pasu ove trave. Gusti grozdovi također pružaju zaklon malim životinjama kao što je rijedak Botterijev vrabac (Aimophila botterii). Ljubavne trave mogu biti važan pokrov tla na oceanskim otocima poput Laysana, gdje su druge biljke rijetke.

## Vrste
1. Eragrostis abortiva (R.Br.) Steud.
2. Eragrostis acamptoclada Cope
3. Eragrostis acraea De Winter
4. Eragrostis acutiflora (Kunth) Nees
5. Eragrostis acutiglumis Parodi
6. Eragrostis aegyptiaca (Willd.) Delile
7. Eragrostis aethiopica Chiov.
8. Eragrostis agrostoides (Benth.) R.L.Barrett & P.M.Peterson
9. Eragrostis airoides Nees
10. Eragrostis albensis H.Scholz
11. Eragrostis alta Keng
12. Eragrostis alveiformis Lazarides
13. Eragrostis amanda Clayton
14. Eragrostis ambleia Clayton
15. Eragrostis ambohibengensis A.Camus
16. Eragrostis ambositrensis A.Camus
17. Eragrostis ambrensis A.Camus
18. Eragrostis amurensis Prob.
19. Eragrostis anacrantha Cope
20. Eragrostis anacranthoides Cope
21. Eragrostis andicola R.E.Fr.
22. Eragrostis annulata Rendle ex Scott Elliot
23. Eragrostis anomala (C.E.Hubb.) R.L.Barrett & P.M.Peterson
24. Eragrostis apiculata Döll
25. Eragrostis appressa (S.T.Blake) R.L.Barrett & P.M.Peterson
26. Eragrostis aquatica Honda
27. Eragrostis arenicola C.E.Hubb.
28. Eragrostis aristata De Winter
29. Eragrostis aristiglumis Kabuye
30. Eragrostis articulata (Schrank) Nees
31. Eragrostis aspera (Jacq.) Nees
32. Eragrostis astrepta S.M.Phillips
33. Eragrostis astreptoclada Cope
34. Eragrostis atropioides Hildebr.
35. Eragrostis atrovirens (Desf.) Trin. ex Steud.
36. Eragrostis attenuata Hitchc.
37. Eragrostis aurorae Launert
38. Eragrostis autumnalis Keng
39. Eragrostis bahamensis Hitchc.
40. Eragrostis bahiensis Schult.
41. Eragrostis balgooyi Veldkamp
42. Eragrostis barbinodis Hack.
43. Eragrostis barbulata Stapf
44. Eragrostis barrelieri Daveau
45. Eragrostis barteri C.E.Hubb.
46. Eragrostis basedowii Jedwabn.
47. Eragrostis bemarivensis A.Camus
48. Eragrostis bergiana (Kunth) Trin.
49. Eragrostis berteroniana (Schult.) Steud.
50. Eragrostis betsileensis A.Camus
51. Eragrostis bicolor Nees
52. Eragrostis biflora Hack.
53. Eragrostis blepharostachya K.Schum.
54. Eragrostis boinensis A.Camus
55. Eragrostis boivinii Steud.
56. Eragrostis boriana Launert
57. Eragrostis botryodes Clayton
58. Eragrostis brainii (Stent) Launert
59. Eragrostis braunii Schweinf.
60. Eragrostis brizantha Nees
61. Eragrostis brownii (Kunth) Nees
62. Eragrostis burmanica Bor
63. Eragrostis caesia Stapf
64. Eragrostis caespitosa Chiov.
65. Eragrostis camerunensis Clayton
66. Eragrostis canescens C.E.Hubb.
67. Eragrostis caniflora Rendle
68. Eragrostis capensis (Thunb.) Trin.
69. Eragrostis capillaris (L.) Nees
70. Eragrostis capitula Lazarides
71. Eragrostis capitulifera Chiov.
72. Eragrostis capuronii A.Camus
73. Eragrostis carolinensis Jedwabn.
74. Eragrostis cassa Lazarides
75. Eragrostis castellaneana Buscal. & Muschl.
76. Eragrostis cataclasta Nicora
77. Eragrostis cenolepis Clayton
78. Eragrostis chabouisii Bosser
79. Eragrostis chalarothyrsos C.E.Hubb.
80. Eragrostis chapelieri (Kunth) Nees
81. Eragrostis chiquitaniensis Killeen
82. Eragrostis cilianensis (All.) Janch.
83. Eragrostis ciliaris (L.) R.Br.
84. Eragrostis ciliata (Roxb.) Nees
85. Eragrostis cimicina Launert
86. Eragrostis coarctata Stapf
87. Eragrostis collina Trin.
88. Eragrostis collinensis Vivek, G.V.S.Murthy & V.J.Nair
89. Eragrostis comptonii De Winter
90. Eragrostis concinna (R.Br.) Steud.
91. Eragrostis condensata (J.Presl) Steud.
92. Eragrostis conertii Lobin
93. Eragrostis confertiflora J.M.Black
94. Eragrostis congesta Oliv.
95. Eragrostis contrerasii R.W.Pohl
96. Eragrostis crassinervis Hack.
97. Eragrostis crateriformis Lazarides
98. Eragrostis cubensis Hitchc.
99. Eragrostis cumingii Steud.
100. Eragrostis curtipedicellata Buckley
101. Eragrostis curvula (Schrad.) Nees
102. Eragrostis cylindrica (Roxb.) Arn.
103. Eragrostis cylindriflora Hochst.
104. Eragrostis deccanensis Bor
105. Eragrostis decumbens Renvoize
106. Eragrostis deflexa Hitchc.
107. Eragrostis dentifera Launert
108. Eragrostis desertorum Domin
109. Eragrostis desolata Launert
110. Eragrostis dielsii Pilg.
111. Eragrostis dinteri Stapf
112. Eragrostis divaricata Cope
113. Eragrostis duricaulis B.S.Sun & S.Wang
114. Eragrostis dyskritos Lasut
115. Eragrostis ecarinata Lazarides
116. Eragrostis echinochloidea Stapf
117. Eragrostis egregia Clayton
118. Eragrostis elatior Stapf
119. Eragrostis elegantissima Chiov.
120. Eragrostis elliottii (Elliott) S.Watson
121. Eragrostis elongata (Willd.) J.Jacq.
122. Eragrostis episcopulus Lambdon, Darlow, Clubbe & Cope
123. Eragrostis eriopoda Benth.
124. Eragrostis erosa Scribn. ex Beal
125. Eragrostis exasperata Peter
126. Eragrostis exelliana Launert
127. Eragrostis exigua Lazarides
128. Eragrostis falcata (Gaudich.) Steud.
129. Eragrostis fallax Lazarides
130. Eragrostis fastigiata Cope
131. Eragrostis fauriei Ohwi
132. Eragrostis fenshamii B.K.Simon
133. Eragrostis ferruginea (Thunb.) P.Beauv.
134. Eragrostis filicaulis Lazarides
135. Eragrostis fimbrillata Cope
136. Eragrostis flavicans Rendle
137. Eragrostis fosbergii Whitney
138. Eragrostis frankii Steud.
139. Eragrostis friesii Pilg.
140. Eragrostis gangetica (Roxb.) Steud.
141. Eragrostis georgii A.Chev.
142. Eragrostis glandulosipedata De Winter
143. Eragrostis glischra Launert
144. Eragrostis gloeodes Ekman
145. Eragrostis gloeophylla S.M.Phillips
146. Eragrostis glutinosa (Sw.) Trin.
147. Eragrostis grandis Hildebr.
148. Eragrostis guatemalensis Withersp.
149. Eragrostis guianensis Hitchc.
150. Eragrostis gummiflua Nees
151. Eragrostis habrantha Rendle
152. Eragrostis hainanensis L.C.Chia
153. Eragrostis henryi Vivek, G.V.S.Murthy & V.J.Nair
154. Eragrostis heteromera Stapf
155. Eragrostis hierniana Rendle
156. Eragrostis hildebrandtii Jedwabn.
157. Eragrostis hirsuta (Michx.) Nees
158. Eragrostis hirta E.Fourn.
159. Eragrostis hirticaulis Lazarides
160. Eragrostis hispida K.Schum.
161. Eragrostis homblei De Wild.
162. Eragrostis homomalla Nees
163. Eragrostis hondurensis R.W.Pohl
164. Eragrostis hugoniana Rendle
165. Eragrostis humbertii A.Camus
166. Eragrostis humidicola Napper
167. Eragrostis humifusa C.Cordem.
168. Eragrostis hypnoides (Lam.) Britton, Sterns & Poggenb.
169. Eragrostis inamoena K.Schum.
170. Eragrostis incrassata Cope
171. Eragrostis infecunda J.M.Black
172. Eragrostis intermedia Hitchc.
173. Eragrostis interrupta P.Beauv.
174. Eragrostis invalida Pilg.
175. Eragrostis jacobsiana B.K.Simon
176. Eragrostis jainii Vivek, G.V.S.Murthy & V.J.Nair
177. Eragrostis japonica (Thunb.) Trin.
178. Eragrostis jerichoensis B.K.Simon
179. Eragrostis kennedyae F.Turner
180. Eragrostis kingesii De Winter
181. Eragrostis kohorica Quézel
182. Eragrostis kuchariana S.M.Phillips
183. Eragrostis kuschelii Skottsb.
184. Eragrostis lacunaria F.Muell.
185. Eragrostis laevissima Hack.
186. Eragrostis lanicaulis Lazarides
187. Eragrostis laniflora Benth.
188. Eragrostis lanipes C.E.Hubb.
189. Eragrostis lappula Nees
190. Eragrostis lateritica Bosser
191. Eragrostis latifolia Cope
192. Eragrostis leersiiformis Launert
193. Eragrostis lehmanniana Nees
194. Eragrostis lepida (A.Rich.) Hochst. ex Steud.
195. Eragrostis lepidobasis Cope
196. Eragrostis leptocarpa Benth.
197. Eragrostis leptophylla Hitchc.
198. Eragrostis leptostachya (R.Br.) Steud.
199. Eragrostis leptotricha Cope
200. Eragrostis leucosticta Nees ex Döll
201. Eragrostis lichiangensis Jedwabn.
202. Eragrostis lingulata Clayton
203. Eragrostis longifolia (A.Rich.) Hochst. ex Steud.
204. Eragrostis longipedicellata B.K.Simon
205. Eragrostis longiramea Swallen
206. Eragrostis lugens Nees
207. Eragrostis lurida J.Presl
208. Eragrostis lutensis Cope
209. Eragrostis lutescens Scribn.
210. Eragrostis macilenta (A.Rich.) Steud.
211. Eragrostis macrochlamys Pilg.
212. Eragrostis macrothyrsa Hack.
213. Eragrostis maderaspatana Bor
214. Eragrostis magna Hitchc.
215. Eragrostis mahrana Schweinf.
216. Eragrostis majungensis A.Camus
217. Eragrostis mandrarensis A.Camus
218. Eragrostis mariae Launert
219. Eragrostis mauiensis Hitchc.
220. Eragrostis maypurensis (Kunth) Steud.
221. Eragrostis membranacea Hack.
222. Eragrostis mexicana (Hornem.) Link
223. Eragrostis micrantha Hack.
224. Eragrostis microcarpa Vickery
225. Eragrostis microsperma Rendle
226. Eragrostis mildbraedii Pilg.
227. Eragrostis milnei Launert ex Cope
228. Eragrostis minor Host
229. Eragrostis moggii De Winter
230. Eragrostis mokensis Pilg.
231. Eragrostis mollior Pilg.
232. Eragrostis montana Balansa
233. Eragrostis monticola (Gaudich.) Hildebr.
234. Eragrostis muerensis Pilg.
235. Eragrostis multicaulis Steud.
236. Eragrostis multiflora Trin.
237. Eragrostis nairii Kalidass
238. Eragrostis neesii Trin.
239. Eragrostis nigra Nees ex Steud.
240. Eragrostis nigricans (Kunth) Steud.
241. Eragrostis nilgiriensis Vivek, G.V.S.Murthy & V.J.Nair
242. Eragrostis nindensis Ficalho & Hiern
243. Eragrostis nutans (Retz.) Nees ex Steud.
244. Eragrostis obtusa Munro ex Ficalho & Hiern
245. Eragrostis olida Lazarides
246. Eragrostis oligostachya Cope
247. Eragrostis olivacea K.Schum.
248. Eragrostis omahekensis De Winter
249. Eragrostis oreophila L.H.Harv.
250. Eragrostis orthoclada Hack.
251. Eragrostis pallens Hack.
252. Eragrostis palmeri S.Watson
253. Eragrostis palustris Zon
254. Eragrostis paniciformis (A.Braun) Steud.
255. Eragrostis papposa (Roem. & Schult.) Steud.
256. Eragrostis paradoxa Launert
257. Eragrostis parviflora (R.Br.) Trin.
258. Eragrostis pascua S.M.Phillips
259. Eragrostis pastoensis (Kunth) Trin.
260. Eragrostis patens Oliv.
261. Eragrostis patentipilosa Hack.
262. Eragrostis patentissima Hack.
263. Eragrostis patula (Kunth) Steud.
264. Eragrostis paupera Jedwabn.
265. Eragrostis pectinacea (Michx.) Nees
266. Eragrostis perbella K.Schum.
267. Eragrostis perennans Keng
268. Eragrostis perennis Döll
269. Eragrostis pergracilis S.T.Blake
270. Eragrostis perplexa L.H.Harv.
271. Eragrostis perrieri A.Camus
272. Eragrostis peruviana (Jacq.) Trin.
273. Eragrostis petraea Lazarides
274. Eragrostis petrensis Renvoize & Longhi-Wagner
275. Eragrostis phyllacantha Cope
276. Eragrostis pilgeri Fedde
277. Eragrostis pilgeriana Dinter ex Pilg.
278. Eragrostis pilosa (L.) P.Beauv.
279. Eragrostis pilosissima Link
280. Eragrostis pilosiuscula Ohwi
281. Eragrostis plana Nees
282. Eragrostis planiculmis Nees
283. Eragrostis plumbea Scribn. ex Beal
284. Eragrostis plurigluma C.E.Hubb.
285. Eragrostis plurinodis Swallen
286. Eragrostis pobeguinii C.E.Hubb.
287. Eragrostis poculiformis Cope
288. Eragrostis polytricha Nees
289. Eragrostis porosa Nees
290. Eragrostis potamophila Lazarides
291. Eragrostis pringlei Mattei
292. Eragrostis procumbens Nees
293. Eragrostis prolifera (Sw.) Steud.
294. Eragrostis propinqua Steud.
295. Eragrostis psammophila S.M.Phillips
296. Eragrostis × pseudobtusa De Winter
297. Eragrostis pseudopoa C.E.Hubb.
298. Eragrostis pubescens (R.Br.) Steud.
299. Eragrostis punctiglandulosa Cope
300. Eragrostis purpurascens (Spreng.) Schult.
301. Eragrostis pusilla Hack.
302. Eragrostis pycnantha (Phil.) Parodi ex Nicora
303. Eragrostis pycnostachys Clayton
304. Eragrostis pygmaea De Winter
305. Eragrostis racemosa (Thunb.) Steud.
306. Eragrostis raynaliana Lebrun
307. Eragrostis refracta (Muhl.) Scribn.
308. Eragrostis rejuvenescens Rendle
309. Eragrostis remotiflora De Winter
310. Eragrostis reptans (Michx.) Nees
311. Eragrostis retinens Hack. & Arechav.
312. Eragrostis rigidiuscula Domin
313. Eragrostis riobrancensis Judz. & P.M.Peterson
314. Eragrostis riparia (Willd.) Nees
315. Eragrostis rivalis H.Scholz
316. Eragrostis rogersii C.E.Hubb.
317. Eragrostis rojasii Hack.
318. Eragrostis rotifer Rendle
319. Eragrostis rottleri Stapf
320. Eragrostis rufescens Schult.
321. Eragrostis rufinerva L.C.Chia
322. Eragrostis sabinae Launert
323. Eragrostis sabulicola Pilger ex Jedwabn.
324. Eragrostis sabulosa (Steud.) Schweick.
325. Eragrostis sambiranensis A.Camus
326. Eragrostis saresberiensis Launert
327. Eragrostis sarmentosa (Thunb.) Trin.
328. Eragrostis saxatilis Hemsl.
329. Eragrostis scabriflora Swallen
330. Eragrostis scaligera Steud.
331. Eragrostis schultzii Benth.
332. Eragrostis schweinfurthii Chiov.
333. Eragrostis sclerantha Nees
334. Eragrostis sclerophylla Trin.
335. Eragrostis scopelophila Pilg.
336. Eragrostis scotelliana Rendle
337. Eragrostis secundiflora J.Presl
338. Eragrostis seminuda Trin.
339. Eragrostis sennii Chiov.
340. Eragrostis sericata Cope
341. Eragrostis sessilispica Buckley
342. Eragrostis setifolia Nees
343. Eragrostis setulifera Pilg.
344. Eragrostis silveana Swallen
345. Eragrostis simpliciflora (J.Presl) Steud.
346. Eragrostis singuaensis Pilg.
347. Eragrostis solida Nees
348. Eragrostis soratensis Jedwabn.
349. Eragrostis sororia Domin
350. Eragrostis speciosa (Roem. & Schult.) Steud.
351. Eragrostis spectabilis (Pursh) Steud.
352. Eragrostis spicata Vasey
353. Eragrostis spicigera Cope
354. Eragrostis squamata (Lam.) Steud.
355. Eragrostis stagnalis Lazarides
356. Eragrostis stapfii De Winter
357. Eragrostis stenostachya (R.Br.) Steud.
358. Eragrostis stenothyrsa Pilg.
359. Eragrostis sterilis Domin
360. Eragrostis stolonifera A.Camus
361. Eragrostis subaequiglumis Renvoize
362. Eragrostis subglandulosa Cope
363. Eragrostis subsecunda (Lam.) E.Fourn.
364. Eragrostis subtilis Lazarides
365. Eragrostis superba Peyr.
366. Eragrostis surreyana K.A.Sheph. & Trudgen
367. Eragrostis swallenii Hitchc.
368. Eragrostis sylviae Cope
369. Eragrostis tef (Zuccagni) Trotter
370. Eragrostis tenella (L.) P.Beauv. ex Roem. & Schult.
371. Eragrostis tenellula (Kunth) Steud.
372. Eragrostis tenuifolia (A.Rich.) Hochst. ex Steud.
373. Eragrostis tephrosanthos Schult.
374. Eragrostis terecaulis Renvoize
375. Eragrostis theinlwinii Bor
376. Eragrostis thollonii Franch.
377. Eragrostis trachyantha Cope
378. Eragrostis trachycarpa (Benth.) Domin
379. Eragrostis tracyi Hitchc.
380. Eragrostis tremula Hochst. ex Steud.
381. Eragrostis triangularis Henrard
382. Eragrostis trichocolea Arechav.
383. Eragrostis trichodes (Nutt.) Alph.Wood
384. Eragrostis tridentata Cope
385. Eragrostis trimucronata Napper
386. Eragrostis triquetra Lazarides
387. Eragrostis truncata Hack.
388. Eragrostis turgida (Schumach.) De Wild.
389. Eragrostis udawnensis Ohwi
390. Eragrostis unioloides (Retz.) Nees ex Steud.
391. Eragrostis urbaniana Hitchc.
392. Eragrostis usambarensis Napper
393. Eragrostis uvida Lazarides
394. Eragrostis uzondoiensis Sánchez-Ken
395. Eragrostis vacillans Rendle
396. Eragrostis vallsiana Boechat & Longhi-Wagner
397. Eragrostis variabilis (Gaudich.) Steud.
398. Eragrostis variegata Welw. ex Rendle
399. Eragrostis vatovae (Chiov.) S.M.Phillips
400. Eragrostis venustula Cope
401. Eragrostis vernix Boechat & Longhi-Wagner
402. Eragrostis viguieri A.Camus
403. Eragrostis virescens J.Presl
404. Eragrostis viscosa (Retz.) Trin.
405. Eragrostis volkensii Pilg.
406. Eragrostis vulcanica Jedwabn.
407. Eragrostis warburgii Hack.
408. Eragrostis weberbaueri Pilg.
409. Eragrostis welwitschii Rendle
410. Eragrostis xerophila Domin
411. Eragrostis zeylanica Nees & Meyen